# 承平 (北魏)
承平（452年二月-十月），或作永平，是北魏南安王拓跋余的年號，歷時數月。
《魏書》作永平，《宋書》、《資治通鑒》作承平。李崇智以永平為後來的北魏宣武帝的其中一個年號，認爲宣武帝應不會承繼舊年號，所以從承平。

## 纪年
| 承平 | 元年  |
| ---- | ----- |
| 公元 | 452年 |
| 干支 | 壬辰  |

## 參看
- 中国年号索引
  - 其他时期使用承平或永平的年号
- 同期存在的其他政权年号
  - 元嘉（424年八月—453年十二月）：南朝宋皇帝宋文帝刘义隆的年号
  - 承平（443年-460年）：北凉政权沮渠無諱、沮渠安周年号